# Łobosz
Łobosz (bułg. Лобош) – wieś w Bułgarii, w obwodzie Pernik, w gminie Kowaczewci. Według danych szacunkowych Ujednoliconego Systemu Ewidencji Ludności oraz Usług Administracyjnych dla Ludności, 15 czerwca 2020 roku miejscowość liczyła 231 mieszkańców.